# اختبار المراوغة بالمركبة

اختبار المناورة أو المُراوغة بالمركبة أو اختبار الموظ يستخدم لتحديد مدى نجاح مركبة في تجنب عائق يظهر فجأة. وُحِّد هذا الاختبار في معيار ISO 3888-2.
أُجريت نماذج الاختبار في السويد منذ السبعينيات. صاغت الصحيفة الألمانية صحيفة جنوب ألمانياالاسم العامي والمعروف عالميًا للاختبار في عام 1997 حين حدَّثت عن اختبار قلب سيارة مرسيدس بنز الفئة أ في اختبار صُمم ظاهريًا لقياس قدرة السيارة على تجنب الاصطدام بالموظ.